# Ritratto del duca Vincenzo I Gonzaga
Il Ritratto del duca Vincenzo I Gonzaga è un dipinto a olio su tela  (114x108,5 cm) di Frans Pourbus il Giovane, databile al 1600 circa e conservato nel museo di Palazzo d'Arco di Mantova.
Il ritratto faceva parte delle Collezioni Gonzaga.